# John Bell Hatcher

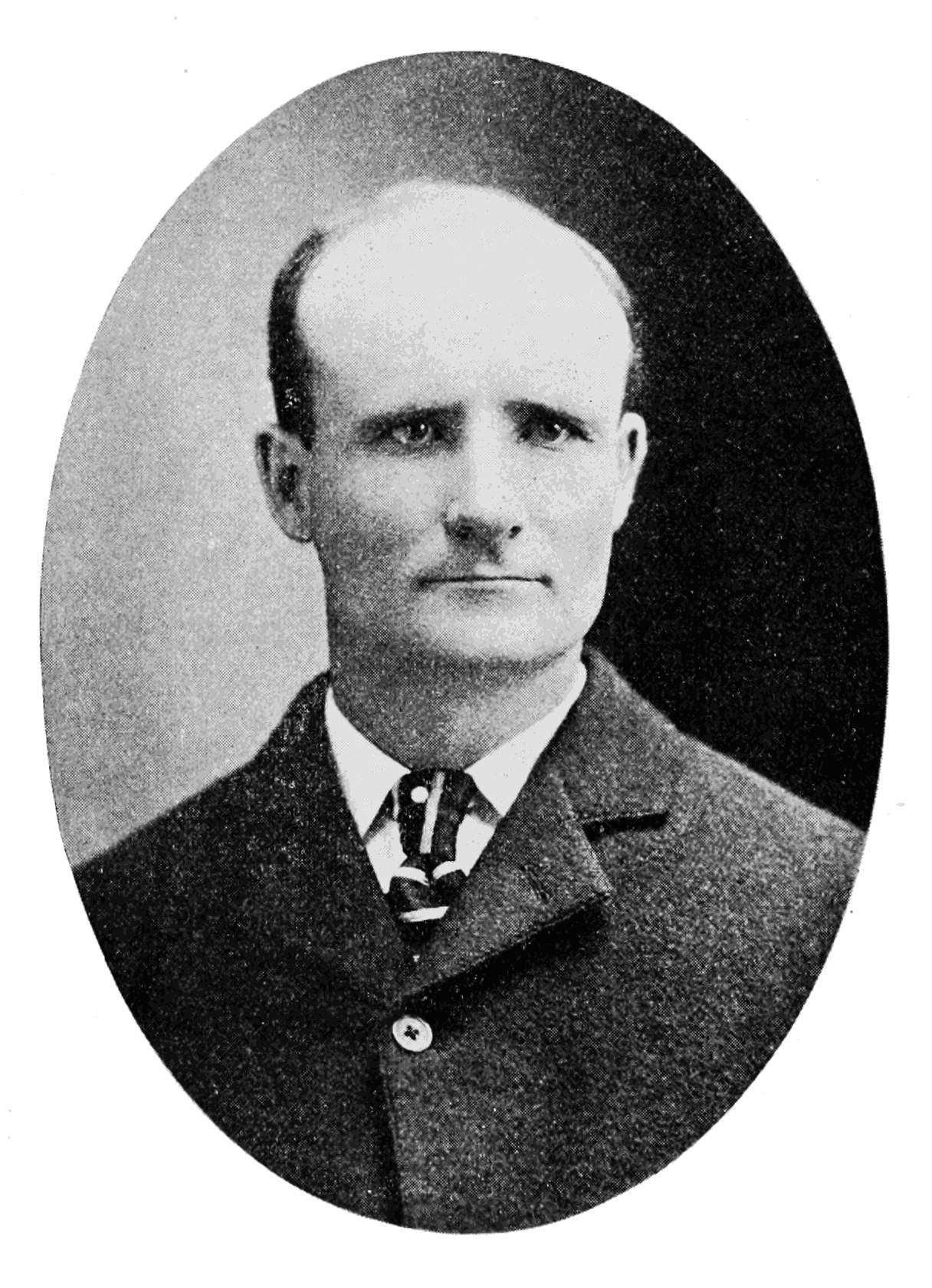
John Bell Hatcher

John Bell Hatcher (ur. 11 października 1861 w Cooperstown, zm. 3 lipca 1904 w Pittsburghu) – amerykański paleontolog.

## Życiorys
Zyskał sławę jako odkrywca roślinożernych dinozaurów triceratopsów. Urodził się w Cooperstown, stan Illinois. W 1880 lub 1881 został studentem Grinnell College w stanie Iowa. Następnie przeniósł się na Uniwersytet Yale (Sheffield Scientific School), gdzie uczył się paleontologii pod kierunkiem Othniela Charlesa Marsha, który zaprosił go do swoich wykopalisk w stanie Nebraska.
Przedsięwziął kilka wypraw do Patagonii w latach 1896–1899, po których wydał pracę Bone Hunters in Patagonia.